# Christian al IX-lea al Danemarcei
Christian al IX-lea al Danemarcei (n. 8 aprilie 1818, Schleswig, Schleswig-Holstein, Germania – d. 29 ianuarie 1906, Copenhaga, amtul Copenhaga⁠(d), Danemarca) a fost rege al Danemarcei din 16 noiembrie 1863 până în 29 ianuarie 1906.

## Primii ani
Christian s-a născut la Castelul Gottorp ca al patrulea fiu al lui Friedrich Wilhelm, Duce de Schleswig-Holstein-Sonderburg-Glücksburg și al soției sale, Louise Caroline, Prințesă de Hessen. A fost numit după Prințul Christian al Danemarcei (mai târziu regele Christian al VIII-lea), care a fost și nașul său.
Prin mama sa, Christian era strănepotul regelui Frederic al V-lea al Danemarcei, stră-stră-strănepotul regelui George al II-lea al Marii Britanii și descendent al altor monarhi. Prin tatăl său, Christian era membru al unei ramuri a Casei de Oldenburg și prinț de Schleswig-Holstein-Sonderburg-Glücksburg, familie care a condus Danemarca timp de secole (era descendent direct pe linie masculină al regelui Christian al III-lea al Danemarcei) și descendent al Contesei de Oldenburg, mama regelui Christian I al Danemarcei. Tatăl său a fost șeful Casei de Schleswig-Holstein-Sonderburg-Beck, o ramură mai mică a Casei de Oldenburg.
La 6 iunie 1825, Ducele Friedrich Wilhelm a fost numit Duce de Glücksburg de către cumnatul său Frederic al VI-lea al Danemarcei; și-a schimbat titlul în Duce de Schleswig-Holstein-Sonderburg-Glücksburg și a fondat Casa de Glücksburg. A crescut în Danemarca și a fost educat la Academia Militară din Copenhaga.

## Căsătorie
Ca tânăr, el a încercat fără succes să obțină mâna verișoarei sale de gradul trei, Victoria a Regatului Unit. La Palatul Amalienborg din Copenhaga, la 26 mai 1842, s-a căsătorit cu Louise de Hessen-Kassel (sau Hessen-Cassel), nepoata regelui Christian al VIII-lea al Danemarcei.

## Moștenitor al tronului
În 1847, cu binecuvântarea marilor puteri ale Europei, a fost ales ca moștenitor prezumtiv la tronul regatului danez, după dispariția, din cauze naturale, a unei mari părți a dinastiei iar Frederic al VII-lea părea a nu putea avea copii. O justificare a acestei alegeri a reprezentat-o soția lui Christian (ca nepoată a regelui Christian al VII-lea ea era mai aproape de moștenirea tronului decât soțul ei).
În timp ce Danemarca a adoptat Legea Salică, acest lucru a afectat pe urmașii lui Frederic al III-lea al Danemarcei, care a fost primul monarh ereditar al Danemarcei (înainte de el, regatul a fost oficial electiv). 
După decesul lui Frederic al VII-lea, Christian îi succede la 15 noiembrie 1863. Danemarca a intrat imediat într-o criză legată de posesia și statutul a două provincii din sudul Danemarcei, Schleswig și Holstein. 
În noiembrie 1863 Frederic de Augustenburg a pretins ducatele gemene ca succesiune după regele Frederic. Sub presiune, Christian a semnat Constituția din noiembrie, un tratat prin care Schleswig făcea parte din Danemarca. Acest lucru a dus la al doilea război Schleswig între Danemarca și o alianță prusacă-austriacă în 1864. Rezultatul războiului a fost nefavorabilă Danemarcei și a condus la încorporarea Schleswig în Prusia în 1865. Holstein a fost, de asemenea, încorporat în Prusia în 1865, ca urmare a conflictului care a continuat între Austria și Prusia.

## Copii
Christian și Louise au avut șase copii:
| Portret | Nume                               | Naștere            | Deces             | Soț                                         | Copii |
| ------- | ---------------------------------- | ------------------ | ----------------- | ------------------------------------------- | --- |
|         | Frederic al VIII-lea al Danemarcei | 3 iunie 1843       | 14 mai 1912       | Prințesa Lovisa a Suediei                   | Christian al X-lea al Danemarcei Haakon al VII-lea al Norvegiei Prințesa Louise Prințul Harald Prințesa Ingeborg Prințesa Thyra Prințul Gustav Prințesa Dagmar a Danemarcei |
|         | Alexandra a Danemarcei             | 1 decembrie 1844   | 20 noiembrie 1925 | Eduard al VII-lea al Regatului Unit         | Prințul Albert Victor, Duce de Clarence și Avondale George al V-lea al Regatului Unit Louise, Prințesă Regală și Ducesă de Fife Prințesa Victoria a Regatului Unit Maud, regină a Norveegiei Prințul Alexander John de Wales                                                                                          |
|         | George I al Greciei                | 24 decembrie 1845  | 18 martie 1913    | Marea Ducesă Olga Constantinovna a Rusiei   | Constantin I al Greciei Prințul George al Greciei și Danemarcei Marea Ducesă Alexandra Georgievna a Rusiei Prințul Nicolae al Greciei și Danemarcei Marea Ducesă Maria Georgievna a Rusiei Prințesa Olga a Greciei și Danemarcei Prințul Andrei al Greciei și Danemarcei Prințul Christopher al Greciei și Danemarcei |
|         | Dagmar a Danemarcei                | 26 noiembrie 1847  | 13 octombrie 1928 | Țarul Alexandru al III-lea al Rusiei        | Țarul Nicolae al II-lea al Rusiei Marele Duce Alexandru Alexandrovici al Rusiei Marele Duce George Alexandrovici al Rusiei Marea Ducesă Xenia Alexandrovna a Rusiei Marele Duce Mihail Alexandrovici al Rusiei Marea Ducesă Olga Alexandrovna a Rusiei                                                                |
|         | Thyra a Danemarcei                 | 29 septembrie 1853 | 26 februarie 1933 | Ernst August de Hanovra, Duce de Cumberland | Marie Louise, Prințesă Maximilian de Baden Prințul George William de Hanovra și Cumberland Alexandra, Mare Ducesă de Mecklenberg-Scherwin Prințesa Olga de Hanovra și Cumberland Prințul Christian de Hanovra și Cumberland Ernest Augustus, Duce de Brunswick                                                        |
|         | Prințul Valdemar al Danemarcei     | 27 octombrie 1858  | 14 ianuarie 1939  | Prințesa Marie de Orléans                   | Aage, Conte de Rosenborg Prințul Axel al Danemarcei Erik, Conte de Rosenborg Viggo, Conte de Rosenborg Margaret, Prințesă René de Bourbon-Parma |